# 拉马尔 (密苏里州)
拉马尔（英語：Lamar）是位于美国密苏里州巴顿县的城市，也是该县的县治所在。根据美国人口调查局2000年统计，共有人口4,425人，其中白人占96.61%、美国原住民占0.61%。
美国第三十三任总统哈利·S·杜鲁门于1884年出生在该市。
1. ↑  . United States Census Bureau.   [2008-01-31]. （原始内容存档于2013-09-11）.
2. ↑  . United States Geological Survey. 2007-10-25  [2008-01-31]. （原始内容存档于2012-02-26）.